# Śmigiel
Śmigiel (prononciation : [ˈɕmiɡʲɛl], en allemand : Schmiegel) est une ville de la Voïvodie de Grande-Pologne et du powiat de Kościan.
Elle est située à environ 13 km au sud-ouest de Kościan, siège du powiat, et à 52 km au sud-ouest de Poznań, capitale de la voïvodie de Grande-Pologne.
Elle est le siège administratif de la gmina de Śmigiel.
Elle s'étend sur 5,3 km2.

## Géographie

Plan de la ville.

La ville de Śmigiel est située au sud-ouest de la voïvodie de Grande-Pologne, au milieu de grandes plaines agricoles (à l'est), et bordée aussi de la région géographique de Lubusz à l'ouest. La ville est située dans la région géographique des lacs de Leszno (Pojezierze Leszczyńskie).

## Histoire
Śmigiel a obtenu ses droits de ville en 1415.
De 1818 à 1920, Schmiegel fait partie de l'arrondissement de Kosten puis à partir de 1887, est le chef-lieu de l'arrondissement de Schmiegel dans le district de Posen au sein de la province de Posnanie
De 1975 à 1998, la ville faisait partie du territoire de la voïvodie de Leszno. Depuis 1999, la ville fait partie du territoire de la voïvodie de Grande-Pologne.

## Monuments
- l'église paroissiale saint Stanislas Kostka, construite au XIXe siècle ;
- l'église de l'Assomption de la Bienheureuse Vierge Marie, construite au XVe siècle ;
- l'église cimetériale en bois, construite au XVIIIe siècle.

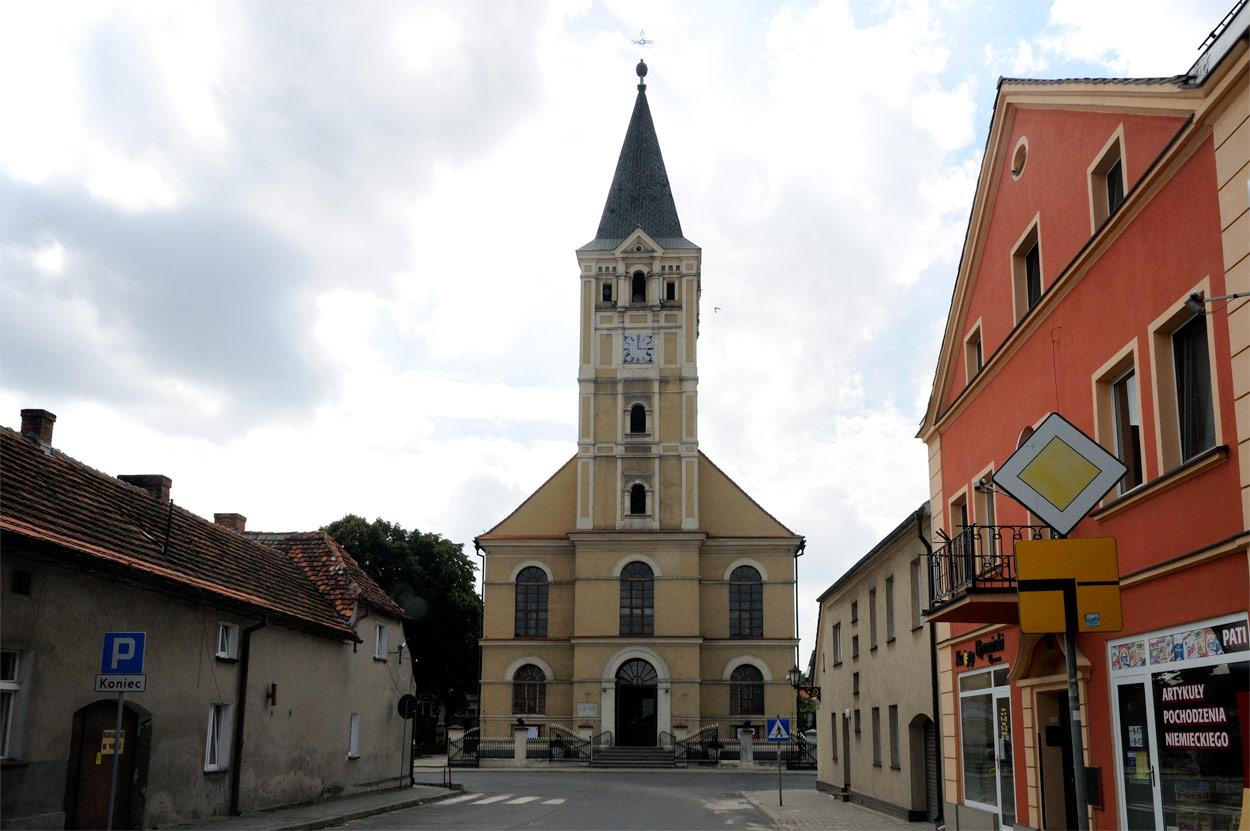
L'église saint Stanislas Kostka.
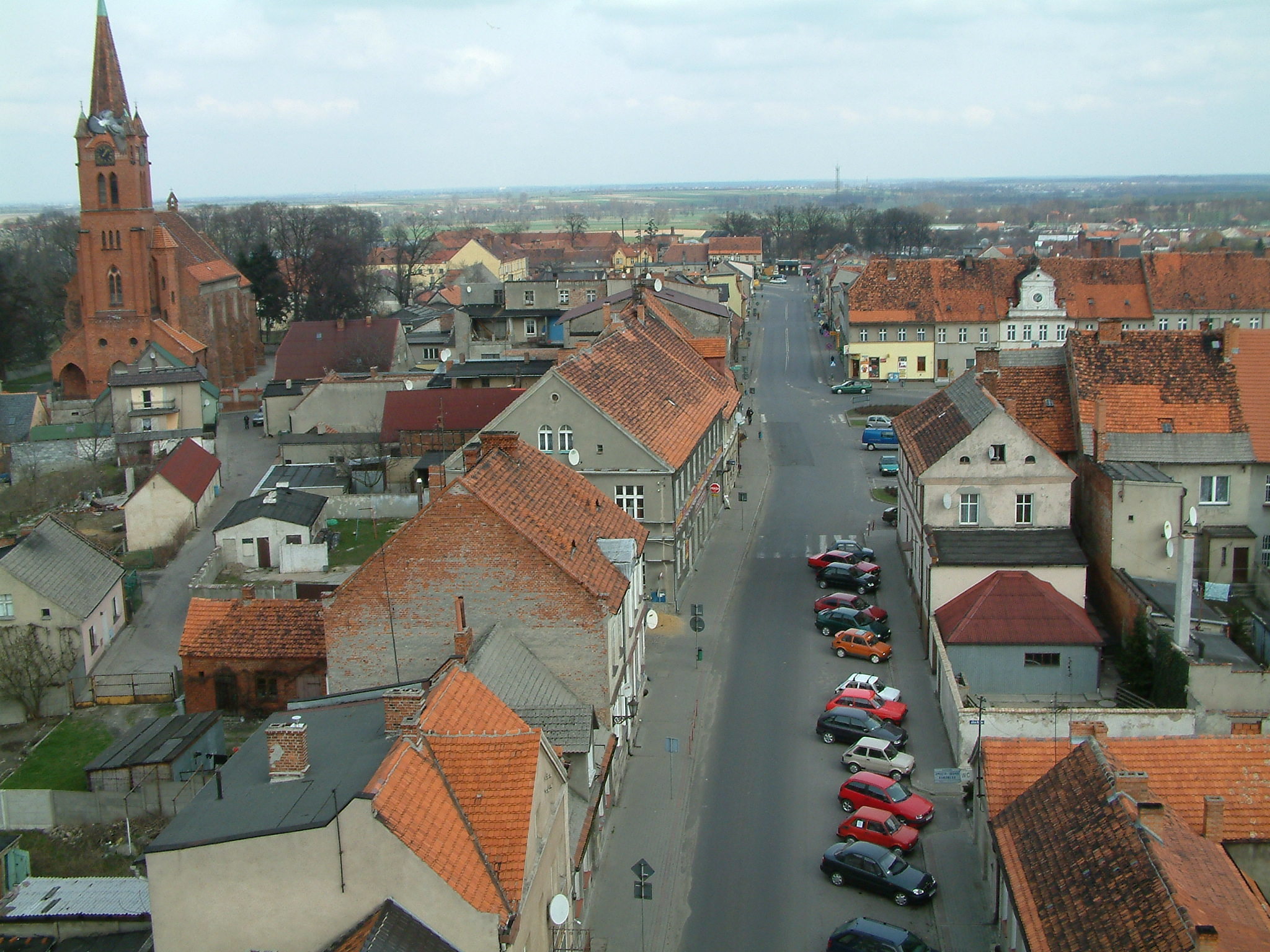
L'église de l'Assomption.

## Voies de communication
La route nationale 5 (qui relie Nowe Marzy à Lubawka (frontière tchèque)) contourne la ville par l'est.

## Personnalités liées à la ville
- Wilhelm Salomon Freund (de) (1831-1915), homme politique
- Hans Jüttner (1894-1965), général SS
- Georg John (1879-1941), acteur
- Carl August Lebschée (de) (1800 - 1877), artiste